# Pera Palas
41°01′52″N 28°58′25″Ø / 41.03111°N 28.97361°Ø
Pera Palas (tyrkisk:Pera Palas Oteli) er et berømt hotel i Istanbul. Mange berømtheder har årene boet på Pera Palas.
Hotellet ligger i bydelen Pera på nordsiden af Det gyldne Horn. Det blev bygget i 1892 til at betjene personer fra Orientekspressen. Palas er tegnet af den franske arkitekt Alexander Vallaury i rokokostil.
Hotellet har 139 værelser og 6 suiter. I 1974 gennemgik hotellet en renovering hvor facaden, interiøret og inventaret blev bevaret, ligesom alle minder af historisk betydning er blevet bevaret. 
Agatha Christie var en hyppig gæst på Pera Palas, og skrev dele af Mordet i Orientekspressen på hotellet. Værelse 411 er bevaret som Agatha Christie-rummet. Også Ernest Hemingway boede ofte på hotellet, og dele af hans romaner og noveller er blevet til her. I værelse 101 boede Kemal Atatürk mens han forberedte den tyrkiske uafhængighedskamp, og Atatürks suite er lavet om til et museum med mange af hans ejendele.

## Links
- officielle hjemmeside